# Династија Мухамед Али
Династија Мухамед Али (арапски:أسرة محمد علي‎) била је владајућа династија у Египту и Судану у 19. и првој половини 20. века.

## Историја
Династију је основао османски намесник албанског порекла Мухамед Али Египатски протеравши Французе који су 1798. године под Наполеоном Бонапартом окупирали Египат. Мухамед Али је окончао владавину Мамелука у Египту (1811. године). Против турског султана водио је два рата у којима се изборио за наследно право намесништва у Египту. Под владавином Мухамедових наследника, Египат пада под утицај страних сила, пре свега Британије која је у Англо-египатском рату 1882. године нанела пораз Египћанима под Ураби-пашом и поставила у Каиру свој конзулат. Током Првог светског рата, Египат је учествовао на страни Антанте што је навело Британију да и формално укине османску управу Египтом. Египат је проглашен султанатом. Године 1919. Египћани дижу устанак против Британаца, а четири година касније проглашена је краљевина Египат са Фуадом I као краљем. Током Другог светског рата Египат је поново био под британским протекторатом да би 1952. године припадници Покрета слободних официра на челу са Мухамедом Нагибом и Гамал Абдел Насером извршили државни удар и збацили краља Фарука са власти. Следеће године проглашена је Република Египат, чиме је и формално стављена тачка на постојање династије Мухамед Али.

## Владари
| Династија Мухамед Али |                        |           |                                                    |
| Портрет               | Име краља              | Владавина | Напомена                                           |
|                       | Мухамед Али од Египта  | 1805−1848 | оснивач династије                                  |
|                       | Ибрахим-паша од Египта | 1848      | Мухамедов син                                      |
|                       | Абас I Египатски       | 1848−1854 |                                                    |
|                       | Саид Египатски         | 1854−1863 | започела изградња Суецког канала                   |
|                       | Исмаил-паша            | 1863−1879 | купио титулу кедива                                |
|                       | Теуфик-паша            | 1879−1892 |                                                    |
|                       | Абас II Египатски      | 1892−1914 | владао до Првог светског рата, сменили га Британци |
|                       | Хусеин Камел Египатски | 1914−1917 | султан                                             |
|                       | Фуад I Египатски       | 1917−1936 | египат постао краљевина                            |
|                       | Фарук I Египатски      | 1936−1952 | свргнут револуцијом из 1952. године                |
|                       | Фуад II Египатски      | 1952−1953 | формално последњи египатски краљ                   |